# Burg Eberhardzell
Die Burg Eberhardzell ist eine abgegangene Burg neben der Kirche der Gemeinde Eberhardzell im Landkreis Biberach in Baden-Württemberg.
Die im 13. Jahrhundert vermutlich von den Herren von Eberhardzell erbaute Burg wurde im 15. Jahrhundert zerstört. Ehemaliger Besitzer war Wolfgang von Zell. Von der ehemaligen Burganlage ist nichts erhalten.

## Lage
Die Burg Eberhardzell befand sich ursprünglich unmittelbar neben der Pfarrkirche St. Maria, die im Jahr 1246 erbaut wurde und am Fluss Umlach liegt.